# Airbnb
Az Airbnb egy online piactér, amin keresztül szálláshelyeket lehet kiadni és lefoglalni az interneten. Az oldal több mint 2 000 000 hirdetéssel rendelkezik a világ 191 országának 34 000 városában. A céget 2008 augusztusában alapították a kaliforniai San Franciscóban, ahol a székhelye is található. Airbnb  rövidített változata az eredeti nevének, AirBedandBreakfast.
A rövid távú ingatlankiadás körüli teendők ellátására (vendégek fogadása, karbantartás, takarítás) az utóbbi években külön üzletág alakult ki, amit Airbnb menedzsment néven említenek. A szolgáltatást a tulajdonosok jórészt akkor veszik igénybe, amikor a szálláshellyel kapcsolatos feladatokat nincs lehetőségük vagy idejük elvégezni.

## Magyarországon
Az Airbnb tevékenységét Magyarországon a 2010-es évek elején kezdte meg. Kezdetben csak lassan növekedett a lakáskiadásnak ez a formája, viszont 2015-ben  szinte robbanásszerűen ugrott meg a budapesti Airbnb lakáskiadók száma. Az évtized közepén ennek következtében már 5000-nél is több aktív hirdetés közül lehetett választani.